# Charisme
Pour les articles homonymes, voir Charisme (homonymie).
Le charisme est la qualité d'une personne ou d'un groupe qui séduit, influence, voire fascine, les autres par ses discours, ses attitudes, son tempérament, ses actions. Un charisme puissant trouble et neutralise le jugement d'autrui ; le charisme aide à diriger, voire à manipuler[réf. nécessaire], les autres.

## Psychologie
"La personne charismatique est par conséquent[Quoi ?] ressentie comme unique, différente... au- dessus et à côté à la fois. Et, le paradoxe, c’est qu’elle sera perçue comme encore plus extraordinaire si elle est simple, proche des gens, dépourvue d’arrogance, qu’elle traitera les autres d’égal à égal ! En résumé, une personne charismatique agit sur les autres au niveau rationnel et émotionnel."
Philosophiquement, le charisme peut être décrit comme une forme spécifique d'autorité qui dériverait du talent. Cependant la personnalité charismatique résulte moins du talent lui-même que de la capacité à fasciner par son talent. Briller devant les autres implique d'avoir le talent de mettre en scène son talent (réel ou usurpé).[réf. nécessaire]
Une autorité « charismatique » est une façon de diriger les gens en prenant l'ascendant sur eux au moyen de son charisme. Concernant la capacité de certains à mener des groupes en jouant sur les aspects émotionnels, on parle de « héros charismatique » ou « chef charismatique ».
Bien que le charisme ait été largement discuté en sociologie, psychologie, politique, science, communication et d'autres disciplines,[réf. nécessaire] c'est une construction très insaisissable.[Interprétation personnelle ?]
Il existe d’ailleurs plusieurs définitions du charisme.[Lesquelles ?]

## Étymologie
Le terme charisme est issu du grec ancien χάρισμα / khárisma, lui même issu de χάρισ / kharis, qui signifie « charme, grâce », mais aussi « faveur, bienfait ». Les anciens Grecs attribuaient le charisme de la personnalité à leurs dieux, en particulier des déesses mineures qu'ils appelaient Χάριτες / Khárites, « les Grâces ».
Le mot "charisme" est inventé par les premiers chrétiens, en particulier pour désigner le "bienfait" du baptême.

## Théologie
Le mot « grâce », en hébreu, est exprimé par la racine trilittère חנן (Ḥ-N-N). Il est employé dans la Bible hébraïque à propos de la faveur donnée par Dieu. Dans la Septante, il est traduit par kháris. Le concept est repris dans la théologie chrétienne à partir du corpus paulinien, en particulier l'Épître aux Romains ainsi que la Première et la Deuxième Épître aux Corinthiens. Il signifie alors une faveur, un don, accordé par le Saint-Esprit à un individu ou à un groupe.
Les théologiens et les spécialistes des sciences sociales ont élargi et modifié la signification grecque originale en deux sens distincts : le charisme de la personnalité et le charisme conféré par Dieu.
Le sens du charisme s'est considérablement diffusé à partir de son sens originel conféré par Dieu, et même du sens du charisme de la personnalité dans les dictionnaires anglais modernes, qui se réduit à un mélange de charme et de statut.

## Psychologie

### Les caractéristiques associées au charisme
Indépendamment de toute théorie particulière du charisme, des revues de recherches empiriques sur le charisme suggèrent qu'il y a sept caractéristiques qui sont le plus souvent associées aux personnes charismatiques. Indépendamment de toute théorie particulière du charisme, on suggère différentes caractéristiques qui sont le plus souvent associées aux personnes charismatiques.
Les personnes charismatiques sont généralement :
- émotionnellement expressives,
- Enthousiastes,
- motivées,
- éloquentes,
- visionnaires,
- sûres d'elles,
- sensibles aux autres.

Les individus charismatiques utilisent l'expressivité émotionnelle pour éveiller, inspirer ou motiver les autres.
L'expressivité émotionnelle est la caractéristique la plus reconnaissable de la personne charismatique.
Les recherches ont démontré que les personnes émotionnellement expressives font une meilleure “première impression”, qu'elles ont plus d'amis et de connaissances que les personnes peu expressives, et qu'elles reçoivent plus de soutien des autres.
Visiblement, les leaders charismatiques qui réussissent sont ceux qui :
- Sont motivés,
- Possèdent des niveaux élevés d'énergie,
- Sont engagés dans une cause,
- Sont enthousiastes et dynamiques.

Les individus charismatiques sont des orateurs très talentueux, en plus d'être des orateurs éloquents et doués, les personnes charismatiques sont douées pour engager les conversations avec des étrangers, apporter des contributions significatives aux discussions et continuer la conversation.
Les leaders charismatiques sont le plus souvent décrits comme visionnaires, mais cet aspect du charisme est plus efficace lorsqu'il est combiné avec certaines des autres caractéristiques. Par exemple, un individu charismatique peut avoir une vision claire de l'endroit où il veut aller, mais sans la capacité d’articuler cette vision (éloquence) et la capacité de lui insuffler émotion et énergie (émotionnel, expressivité; enthousiasme), le leader charismatique ne sera pas en mesure de transmettre la vision à ses partisans de manière appropriée et efficace.
Les individus charismatiques ont confiance en eux. Cela est probablement dû au fait d'être des communicateurs habiles et d'être efficace et influent dans des situations sociales, des qualités qui mènent à une forme de compétence sociale, ou d'intelligence sociale, qui permet à l'individu charismatique de se sentir confiant et efficace dans une variété de situations sociales.
Enfin, les individus charismatiques sont sensibles aux autres. Parce qu'ils sont de bons communicateurs émotionnels, les personnes charismatiques peuvent facilement lire les sentiments, les émotions et les attitudes des autres. C'est cette capacité à répondre aux besoins et aux désirs des suiveurs qui aide à former le lien fort entre les leaders charismatiques et les suiveurs.

### Le charisme et le pouvoir social
Les individus charismatiques ont tendance à faire des premières impressions très positives. De plus, les individus charismatiques ont tendance à être jugés physiquement plus attrayants que leurs homologues non charismatiques, pas tant à cause d'un physique statique caractéristiques de la beauté, mais parce que leurs niveaux élevés d'énergie et d'expression émotionnelle créer une sorte d'attractivité dynamique.
En plus de l'attrait personnel de la personne charismatique, il existe des preuves de recherche que les individus charismatiques apparaissent plus crédibles. Par exemple, dans les études sur la capacité à tromper avec succès, il a été constaté que les individus charismatiques avaient tendance à être jugés comme plus honnêtes ou crédibles, qu'ils mentent ou disent la vérité.
D'autres analyses suggérées que la fluidité verbale, l'expressivité émotionnelle et le comportement orienté vers les autres des individus charismatiques, tels qu'un meilleur contact visuel, des gestes extérieurs axés sur le public et l'utilisation de pronoms inclusifs (« nous », « notre »), associés à une absence de signaux nerveux stéréotypés (par exemple, se gratter la tête, changer de posture et d'yeux), a conduit à les juger plus crédibles

### Le charisme et le leadership
Le charisme est un élément central des théories du leadership charismatique et transformationnel, en plus d'être impliqué dans d'autres théories du leadership. Il est important de noter cependant, ce charisme personnel ne garantit pas que l'on sera capable d'un leadership charismatique.
La plupart des théories du leadership charismatique le considèrent comme une interaction entre le charisme personnel, les réactions des adeptes au leader charismatique et les caractéristiques de la situation. La relation des suiveurs avec le leader est également importante ; quand tous ces éléments interagissent, alors le leadership charismatique peut se développer.

## Sociologie
L’un des domaines dans lequel la notion de charisme est la plus étudiée est la sociologie (3452 occurrences obtenues sur Cairn.info). Le mot a été introduit en sociologie en 1912 par Ernst Troeltsch pour désigner la domination basée sur l’autorité de type charismatique au sein d’un groupe religieux minoritaire (notion de secte). Parmi les travaux majeurs impliquant ce sujet, on notera ceux de Max Weber sur les religions et la structure de certaines sociétés. L’une des raisons amenant à revisiter les analyses de Weber sur le sujet, tient dans le fait que ces dernières ont été interprétées et critiquées par divers anthropologues et sociologues ; parmi lesquels Pierre Bourdieu.

### Max Weber et Pierre Bourdieu
D'après le sociologue Max Weber, le charisme est « la croyance en la qualité extraordinaire […] d'un personnage, qui est, pour ainsi dire, doué de forces ou de caractères surnaturels ou surhumains ou tout au moins en dehors de la vie quotidienne, inaccessible au commun des mortels ; ou encore qui est considéré comme envoyé par Dieu ou comme un exemple, et en conséquence considéré comme un « chef ». »
L’une des raisons amenant à revisiter les analyses de Weber sur le sujet, tient dans le fait que ces dernières ont été interprétées et critiquées par divers anthropologues et sociologues ; parmi lesquels Pierre Bourdieu. En ce qui concerne le charisme, le reproche majeur fait par Bourdieu consistait en une retenue de Weber à formuler une vision sociologique du charisme, basée sur des relations inter-individuelles soumise à des déterminismes. Ainsi Bourdieu, pour souligner les hésitations supposées de Weber, pointera des incohérences dans les définitions qu’il proposera du charisme. Bourdieu, dans sa revue des travaux de Weber, suppose qu’il attribue injustement au charisme des qualités métaphysiques et endogène à l’individu. Bourdieu reproche à Weber, principalement sa conception uniforme du charisme, qui relèverait plus d’une forme de prédisposition que d’interaction ou de projections entre individus.

### Modes de Charisme
La germaniste, Isabelle Kalinowski, propose de nuancer cette critique de Bourdieu à l’égard de Weber, en cernant les différents regards que l’on peut poser sur la notion de charisme[3]. En résumé des études approfondies d’Isabelle Kalinowski, on peut identifier 3 modes de charismes. Non-exclusifs les uns aux autres, ces modes de charisme figureraient les pôles d’un même phénomène. L’essentiel du propos dans cette section d’article se base sur la contextualisation proposée par Isabelle Kalinowski.

#### Charisme héréditaire ou gentilice
Le 1er mode de charisme identifié par Isabelle Kalinowski est un mode qu’on peut qualifier arbitrairement de charisme par ascendance. Il se caractérise soit par un lien de filiation direct, ou par une lignée. Dans le 1er cas, on parle de charisme héréditaire dont bénéficie un individu, à la suite du legs d’un ascendant de 1er rang. Le 2e cas de charisme par ascendance est le charisme gentilice. Il repose sur la reconnaissance d’un clan envers lui-même ou un de ses membres, en référence à un ou plusieurs ancêtres communs. Le charisme gentilice résulte souvent de la glorification des liens du sang.
Sur la base du modèle charismatique héréditaire, dans le cas de la caste indienne des Brahman, Weber conclura que la reconnaissance des compétences se base sur des compétences (i.e. savoir-faire, initiation), elles-mêmes découlant de qualités proprement charismatiques (i.e. hérédité, prédisposition). Weber, par ces travaux sur le charisme héréditaire, aboutit à l’identification de 3 dimensions applicables au charisme : l’hérédité, les propriétés spécifiques de l’individu, l’attestation de compétences. Il interroge donc le caractère purement inné du charisme, en soulignant « la compétence qu’il implique.

#### Charisme de fonction
À la suite d’une controverse initiée par l’africaniste Luc de Heush, une distinction sera faite entre :
- le charisme dans son assertion standard visant un individu aux facultés extraordinaires et doté d’un rayonnement personnel, lui permettant de réaliser certaines œuvres ;
- le charisme obtenu par procuration via des rites ou manipulations mystiques ou religieuse, conférant aux charismatique les propriétés associées.

À l’issue de ce débat, un cas particulier sera fait du charisme par procuration. Isabelle Kalinowski évacue l’hypothèse selon laquelle Weber aurait été aveugle à ce 2e mode de charisme. En effet, ce dernier, l’avait déjà identifié notamment dans ses travaux sur les cérémonies d’ordination des prêtres ou de sacralisation des rois. Weber avait qualifié ce charisme de « charisme de fonction » et lui avait assigné les particularités suivantes :
- la croyance charismatique est moins dépendante des qualités intrinsèques du charismatique, que du vecteur et du cérémonial de transfert des facultés ;
- la notion de caractère indélébile qui rend définitif et irrévocable le statut du charismatique, bien qu’il n’en ait plus les attributs ou l’usage ;
- l’intériorisation ou l’inférence par le public ou les croyants charismatiques de valeurs morales indissociables des attributs charismatiques, bien qu’elles ne soient pas confirmées (e.g. travaux de Weber sur le Calvinisme qui userait de ce procédé pour édifier des personnalités religieuses influentes). À la différence des charismes par ascendance, le processus d’intériorisation du charisme de fonction permet aux croyants ordinaires de prétendre aux attributs charismatiques et donc indirectement à la grâce divine ;
- la démonstration, par le charismatique, d’un dévouement excessif à la fonction assignée dans le but d’éviter tout soupçon d’extériorité des attributs charismatiques. On a dans ce cas une imitation des dispositions du charisme héréditaire (i.e. charisme d’origine interne) ;
- la sacralisation de la fonction et de la personne charismatique, bien que la 1re sacralisation puisse être évincée au profit de ressorts divins (e.g. puritanisme protestant). Ce qui peut compromettre la hiérarchisation des fonctions au sein d’une société et s’oppose donc à un système de castes ;

L’ensemble de ces particularités, et surtout la désacralisation de la fonction charismatique, vont contribuer à une rationalisation du charisme de fonction par les croyants. Cette rationalisation aboutira dans le puritanisme a une organisation du travail par division, de sorte à ne pas offenser les dogmes religieux et ne pas favoriser des personnalités en concurrence avec le divin. Cette organisation du travail a auguré de la transition vers le modèle de société capitaliste et le déclin du statut charismatique. Toutefois, dans la société capitaliste américaine du début du XXe siècle, une résurgence de la sacralisation de la personne et de la fonction a été observé par Weber, en opposition au mythe du « self-made man ».

#### Charisme personnel et psychologie du charismatique
Le 3e mode de charisme étudié par Weber est le charisme personnel. Cette assertion découle du mode de domination spécifique qu’il génère et qui est qualifié de labile ou instable.
Additionnée aux phénomènes d’intériorisation et de naturalisation qu’il partage avec les autres modes de charismes, le charisme personnel est également soumis à une individualisation. Cette individualisation souligne tant l’appropriation d’attributs par un individu charismatique que la possibilité qu’il en soit déchu. Cette possibilité de perte des attributs charismatiques est perceptible dans les deux autres modes de charisme.
L’instabilité du charisme personnel réside dans le fait qu’il ne nécessite pas une validation formelle des croyants charismatiques. Par ailleurs, ce mode de charisme met l’accent sur l’expérience du charismatique. Ainsi on pourrait l’étiqueter comme un charisme de la défaillance ou « charisme-fardeau » dont Weber va caractériser l’essentialisation à travers des troubles physiques ou symptômes psychiques, dans la religion judaïque.
Ces afflictions chez les charismatiques n’étaient pas perçues en tant que déviances de la norme. En effet, les croyants charismatiques considéraient ces troubles comme des traits singuliers/uniques chez les prophètes judaïques. Cette valorisation des manifestations psychiques n’est pas une constante dans toutes les civilisations et varie notamment en fonction des classes sociales.
De la même façon que le lien entre charisme et propriétés supposées naturelles n’étaient pas toujours fondées, mais projetées par le charismatiques ou ses croyants (i.e. intériorisation), il était fréquent que les traits physiques du charismatique soient injustement corrélées au charisme ou naturalisées. Cette corrélation obéirait, selon Weber, à des critères propres à chaque culture ou religion (e.g. Lalitavistara dans le corpus bouddhique).
Il est également postulé que Weber attribue la cause de cette naturalisation du charisme personnel à son rôle de révélateur et structurant de la croyance charismatique au quotidien. Les disciples, par la naturalisation, espéraient ancrer dans le temps et l’espace les aptitudes du charismatique. En définitive, la naturalisation opérée les croyants remplissait deux objectifs :
- lutter contre la nature précaire du charisme, sous la menace d’un démenti en l’absence de manifestations charismatiques récurrentes ou à la suite d’une perte d’efficacité des œuvres charismatiques ;
- se préserver de modes de dominations plus stables que celui du charisme personnel, mais d’ordres autoritaire ou despotique.

Outre la naturalisation véhiculée par l’essentialisation des afflictions, Isabelle Kalinowski attribue à Weber les constatations suivantes sur le charisme personnel :
- il ferait partie intégrante des deux autres modes de charisme, dans des proportions variables ;
- il relèverait moins de rites initiatiques ou d’un apprentissage, que d’une révélation (e.g. proclamation des prophètes religieux dans le « Judaïsme antique »);
- il s’accompagnerait de phénomènes psychiques notables tant sur le charismatique que sur ses disciples (e.g. abnégation, transcendance des troubles, vœux de silence, interprétation des afflictions et des perceptions etc.)

Weber aurait ainsi conclu que la restitution des paroles sacrées par le charismatique et leur interprétation sont le résultat d’une survivance du charismatique à l’encontre de ces états psychiques. Ainsi le charismatique transcenderait ses troubles et ses perceptions, pour accéder à leur interprétation ; elle-même provenant des entités sacrées ou de divinités.
On peut noter que les aspects psychopathologiques des phénomènes charismatiques ont été l’objet d’obsessions de Max Weber. Obsessions qui l’auraient mené à établir des parallèles entre sa personne et celle du prophète Jérémie. Parmi ses autres interprétations sur la psychopathologie des prophètes, Weber aurait admis une proximité entre « la folie » et la « création » des prophètes.

## Politique
Il arrive que des personnalités publiques, chefs de partis politiques ou fondateurs de mouvements religieux, soient qualifiées de « charismatiques ».